# Валя-Данулуй
Валя-Данулуй (рум. Valea Danului) — село у повіті Арджеш в Румунії. Входить до складу комуни Валя-Данулуй.
Село розташоване на відстані 141 км на північний захід від Бухареста, 39 км на північний захід від Пітешть, 115 км на північний схід від Крайови, 92 км на південний захід від Брашова.

## Населення
За даними перепису населення 2002 року у селі проживали 1724 особи, усі — румуни. Усі жителі села рідною мовою назвали румунську.